# Why (singel Jadakissa)
Why – drugi singel promujący solowy album "Kiss of Death" amerykańskiego rapera Jadakissa. Wydany w 2004 roku.
Singel na płycie winylowej nie zawiera oryginalnej wersji, tylko remiks, w którym poza Anthonym Hamiltonem wystąpili Styles P, Common i Nas. Podkład wyprodukował Havoc z duetu Mobb Deep.
B-Sidem jest "Shine", na którym gościnnie wystąpili Snoop Dogg i DJ Quik. Podkład wyprodukował Jelly Roll.

## Lista utworów

### Strona A
1. "Why" (Radio Edit)
2. "Why" (Instrumental)
3. "Why" (Explicit)

### Strona B
1. "Shine" (Radio Edit)
2. "Shine" (Instrumental)
3. "Shine" (LP Version)